# Мутуалізм

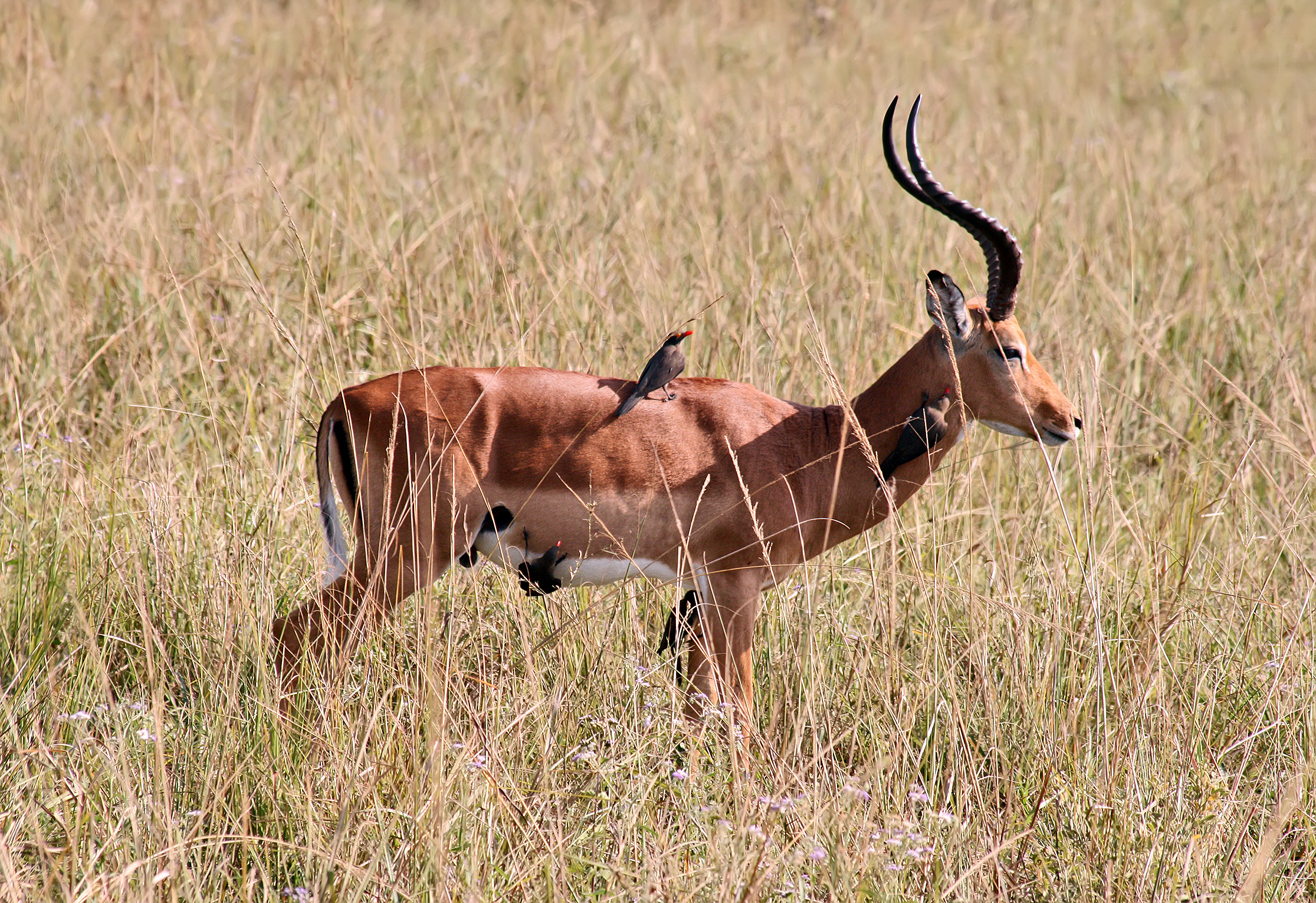
Червонодзьобий шпак їсть кліщів на хутрі імпали.

Мутуалізм — тип співіснування різних видів, від якого вони отримують взаємну користь. Мутуалізм розглядають як один з різновидів симбіозу.

## Приклади
Класичним прикладом є молюск раків-самітників з актиніями. Рак перебуває під захистом жалких клітин актинії, тоді як його активність допомагає актинії добувати їжу. У цих взаємовідносинах можна виділити декілька етапів посилення зв'язку між партнерами. Деякі раки-самітники шукають черепашки, на яких вже поселились актинії; інші займаються активним пошуком і в разі виявлення актинії захоплюють її і переносять на свою черепашку, знайдену раніше або відібрану раніше у законного власника. Одноклітинні джгутикові мешкають у кишківниках тарганів, термітів, допомагаючи перетравлювати їм клітковину. Яскравий приклад мутуалізму - стосунки інжиру та його запилювача бластофаги Blastophaga psenes.
Найтісніша форма мутуалізму — коли один організм живе всередині іншого. Вражаючим прикладом цього служить система органів травлення корів та інших жуйних тварин. Корови, як і люди, не здатні перетравити целюлозу — речовину, яка у великій кількості міститься в рослинах. Але у жуйних тварин є особливий орган — рубець. Він являє собою порожнину, в якій живе безліч мікробів. Рослинна їжа, після того як тварина її прожувала, потрапляє в рубець, й там ці мікроби руйнують целюлозу. Тварина може відригнути і знову прожувати частково розщеплену їжу — саме цим і займаються корови, коли пережовують свою жуйку. Рубець корови — це замкнута мікроекосистема, утворена безліччю різних мікроорганізмів, завдання яких полягає у перетравленні целюлози для свого господаря. Аналогічно коренева система вищих рослин утворена переплетенням кореневої тканини і грибних ниток, так що гриби постачають рослинам мінеральні речовини.
В екосистемах поширені такі варіанти мутуалізму:
- Рослини і мікоризні гриби. Ці взаємини з грибами властиві більшості видів судинних рослин (квіткових, голонасінних, папоротей, хвощів, плаунів). Мікоризні гриби можуть обплітати корінь рослини і проникати в тканини кореня, не завдаючи йому при цьому істотної шкоди. Гриби не здатні до фотосинтезу і отримують з коріння рослин органічні речовини. За це вони «розплачуються» з рослинами тим, що виконують роль насосів, які всмоктують воду і розчинені в ній поживні елементи. За рахунок розгалужених грибних ниток в сотні разів збільшується усмоктувальна поверхня коренів рослин. Через микоризу від однієї рослини до іншої (одного або різних видів) можуть передаватися органічні речовини.
- Рослини і мікроорганізми - азотфіксатори. Атмосфера планети складається в основному з азоту. Тим не менш, ні рослини, ні тварини не здатні засвоювати з неї цей інертний газ. Забезпечення організмів азотом відбувається в основному за рахунок азотфіксуючих бактерій, які пов'язані з рослинами відносинами мутуалізму. Рослини отримують азот, а бактерії — органічні речовини. Можливі дві форми такого мутуалізму — обов'язковий мутуалізмом і протокооперація. При обов'язковому мутуалізм азотфіксуючі мікроорганізми живуть в коренях рослин (бобових, вільхи та деяких інших), утворюючи бульби. При протокооперації азотфіксуючі мікроорганізми населяють дотичну до коріння частину ґрунту (ризосферу) і засвоюють органічні речовини, які постійно виділяються в ризосферу країнами. Рослинам взаємини з азотфіксаторами обходяться дорого — на них вони витрачають від 30 до 50 % продуктів фотосинтезу. Великі витрати органічної речовини на азотфіксацію обумовлюють нижчі врожаї зернобобових культур (соя, горох, квасоля тощо) порівняно зі злаками — кукурудзою, пшеницею, житом тощо.
- Рослини і комахи-запилювачі. Комахи-запилювачі, харчуючись за рахунок рослин, переносять пилок з однієї квітки на іншій, причому часто на великі відстані. Для залучення комах рослини використовують «рекламні засоби» (яскраві віночки квіток, запах) і для оплати роботи запилювачів виробляють нектар. Крім того, запилювачі з'їдають приблизно половину пилку. Відносини рослин і комах-запилювачів можуть бути мутуалізмом (запилення конкретних видів рослин вузьким колом комах, наприклад у орхідних, губоцвітих, бобових) або протокооперацією (один вид рослин запилюється великим числом видів комах). Протокооперація характерна для складноцвітих і їх запилювачів.
- Рослини і тварини, які розповсюджують їх насіння. Поширення плодів (і насіння) рослин за допомогою тварин широко представлено в природі і називається зоохорія. агентами-розповсюджувачами можуть бути птахи, що поїдають соковиті плоди, ведмеді, копитні. Під час проходження через травну систему тварин насіння не тільки не перетравлюються, але навіть підвищується їх схожість.
- Водорості та гриби в лишайнику. Водорість забезпечує гриб органічними речовинами, гриб постачає їй воду і мінеральні елементи. Цей варіант обов'язкового мутуалізму представлений досить широко (існують сотні видів лишайників). Лишайники першими заселяють поверхню скель і широко поширені на Півночі в умовах надзвичайно малих ресурсів тепла, вологи та елементів мінерального живлення.
- Ссавці і мікроорганізми, що населяють їх травну систему. Більшість тварин, включно з людиною, але особливо травоїдні, самі не в змозі перетравлювати їжу, і цю роль грають мікроорганізми — бактерії і деякі найпростіші, які живуть у шлунково-кишковому тракті.
- Людина і сільськогосподарські тварини і рослини. Цей варіант мутуалізму є протокооперацією, проте, ані людина за сучасної щільності населення на планеті не може обійтися без сільськогосподарських тварин і рослин, ані корова, пшениця або рис не можуть вижити без людини.

Без вивчення мутуалізму неможливо зрозуміти складність взаємовідносин організмів в екосистемах. Мутуалізм врівноважує антагонізм конкуренції, хижацтва і паразитизму.